# Football Club Lausanne-Sport 2009-2010
Questa voce raccoglie le informazioni riguardanti il Football Club Lausanne-Sport nelle competizioni ufficiali della stagione 2009-2010.

## Stagione
Nella stagione 2009-2010 il Losanna, allenato da John Dragani e Arpad Soos, concluse il campionato di Challenge League al 10º posto. In Coppa Svizzera il Losanna perse la finale con il Basilea.

## Rosa
| N. |                         | Ruolo | Calciatore          |
| -- | ----------------------- | ----- | ------------------- |
| 1  | Svizzera (bandiera)     | P     | Anthony Favre       |
| 2  | Svizzera (bandiera)     | C     | Dylan Stadelmann    |
| 3  | RD del Congo (bandiera) | C     | Dadie Mayila        |
| 4  | RD del Congo (bandiera) | D     | Marlon Baluzeyi     |
| 5  | Svizzera (bandiera)     | D     | Baptiste Buntschu   |
| 6  | Svizzera (bandiera)     | D     | Guillaume Katz      |
| 8  | Francia (bandiera)      | A     | David Vandenbossche |
| 9  | Francia (bandiera)      | A     | Kamel Boughanem     |
| 9  | Brasile (bandiera)      | A     | Gaspar              |
| 10 | Francia (bandiera)      | A     | Franck Madou        |
| 11 | Francia (bandiera)      | A     | Nicolas Hélin       |
| 12 | Svizzera (bandiera)     | C     | Stevo Gasic         |
| 13 | Portogallo (bandiera)   | A     | Luís Pimenta        |
| 14 | Italia (bandiera)       | D     | Sébastien Meoli     |
| 14 | Svizzera (bandiera)     | D     | Thomas Pavlik       |
| 17 | Svizzera (bandiera)     | D     | Admir Bilibani      |
| 18 | Svizzera (bandiera)     | P     | Mathieu Débonnaire  |

| N. |                          | Ruolo | Calciatore               |
| -- | ------------------------ | ----- | ------------------------ |
| 19 | Svizzera (bandiera)      | D     | Numa Lavanchy            |
| 19 | Guinea-Bissau (bandiera) | C     | Abdul Carrupt            |
| 20 | Svizzera (bandiera)      | C     | Nicolas Marazzi          |
| 21 | Francia (bandiera)       | C     | Bertrand N'Dzomo         |
| 22 | Svizzera (bandiera)      | D     | Fabian Geiser            |
| 22 | Kosovo (bandiera)        | A     | Bashkim Sukaj            |
| 23 | Svizzera (bandiera)      | C     | Adrián Alvarez           |
| 23 | Svizzera (bandiera)      | C     | Nicolas Tebib            |
| 24 | Francia (bandiera)       | D     | Jérôme Sonnerat          |
| 25 | Svizzera (bandiera)      | P     | Damien Djuric            |
| 27 | Portogallo (bandiera)    | D     | Nelson Borges            |
| 27 | Svizzera (bandiera)      | D     | Alexandre Veuthey        |
| 27 | Ruanda (bandiera)        | A     | Quentin Rushenguziminega |
| 28 | Svizzera (bandiera)      | D     | David Kilinc             |
| 28 | Francia (bandiera)       | C     | Ottman Zirek             |
| 30 | Brasile (bandiera)       | C     | Rodrigo Tosi             |
|    | Francia (bandiera)       | C     | Johnny Szlykowicz        |

## Organigramma societario
Area tecnica
- Allenatore: Arpad Soos
- Allenatore in seconda:
- Preparatore dei portieri:
- Preparatori atletici:

## Calciomercato

### Sessione estiva
| Acquisti | Acquisti          | Acquisti        | Acquisti |
| R.       | Nome              | da              | Modalità |
| -------- | ----------------- | --------------- | -------- |
| C        | Rodrigo Tosi      | Neuchâtel Xamax |          |
| D        | Fabian Geiser     | Sciaffusa       |          |
| D        | Guillaume Katz    | Stade Nyonnais  |          |
| A        | Franck Madou      | Bienne          |          |
| C        | Dadie Mayila      | Malley          |          |
| C        | Bertrand N'Dzomo  | Yverdon         |          |
| C        | Johnny Szlykowicz | Neuchâtel Xamax |          |

| Cessioni | Cessioni              | Cessioni       | Cessioni |
| R.       | Nome                  | a              | Modalità |
| -------- | --------------------- | -------------- | -------- |
| D        | Alexandre Barroso     | Étoile Carouge |          |
| C        | Vullnet Basha         | Grasshoppers   |          |
| D        | Adriano De Pierro     | Young Boys     |          |
| C        | Alexandre Pasche      | Young Boys     |          |
| A        | Pedro Henrique Konzen | Jiangsu Suning |          |

### Sessione invernale
| Acquisti | Acquisti            | Acquisti   | Acquisti |
| R.       | Nome                | da         | Modalità |
| -------- | ------------------- | ---------- | -------- |
| A        | Gaspar              | Bellinzona |          |
| D        | Sébastien Meoli     | Yverdon    |          |
| A        | David Vandenbossche | Boulogne   |          |

| Cessioni | Cessioni       | Cessioni | Cessioni |
| R.       | Nome           | a        | Modalità |
| -------- | -------------- | -------- | -------- |
| C        | Marco Gabriele | Malley   |          |
| C        | Antoine Rey    | Lugano   |          |
| D        | Nicolas Gétaz  | Yverdon  |          |
| C        | Ridge Mobulu   | Bulle    |          |

## Risultati

### Challenge League

#### andata
| Arbitro: | Circhetta |

|  |           |                                           |
|  | Marcatori | 24’, 41’ Renfer 52’, 55’ Silvio 71’ Silva |

| Arbitro: | Bieri |

|              |           |         |
| Ibrahimi 11’ | Marcatori | 21’ Rey |

| Arbitro: | Gremaud |

|           |           |          |
| Meoli 57’ | Marcatori | 27’ Katz |

| Arbitro: | Laperrière |

|                       |           |  |
| Marazzi 45’ Madou 79’ | Marcatori |  |

| Arbitro: | Speranda |

|                                     |           |                     |
| Tosi 32’ (rig.) Rey 59’ Carrupt 68’ | Marcatori | 48’ (rig.) Scarione |

| Arbitro: | Jaccottet |

|  |           |             |
|  | Marcatori | 59’ Carrupt |

| Arbitro: | Grossen |

|              |           |  |
| Schirinzi 2’ | Marcatori |  |

| Arbitro: | Graf |

|                      |           |                   |
| Tosi 42’ N'Dzomo 70’ | Marcatori | 24’, 77’ Biscotte |

| Arbitro: | Amhof |

|          |           |  |
| Tosi 14’ | Marcatori |  |

| Arbitro: | Gut |

|                               |           |                                 |
| Piu 34’ Tadić 87’ Thüring 90’ | Marcatori | 11’ Hélin 62’ Carrupt 89’ Madou |

| Arbitro: | Klossner |

|                                  |           |  |
| Marazzi 14’, 67’ Tosi 88’ (rig.) | Marcatori |  |

| Arbitro: | Gremaud |

|             |           |             |
| Guillou 45’ | Marcatori | 22’ N'Dzomo |

| Losanna 7 novembre 2009, ore 18:00 CET 13ª giornata | Losanna | 0 – 0 referto | Stade Nyonnais | Stade Olympique de la Pontaise (1 100 spett.)\| Arbitro: \| Devouge \| |
| Arbitro:                                            | Devouge |               |                |                                                                        |

| Ginevra 29 novembre 2009, ore 16:00 CET 14ª giornata | Servette | 0 – 0 referto | Losanna | Stade de Genève (3 955 spett.)\| Arbitro: \| Speranda \| |
| Arbitro:                                             | Speranda |               |         |                                                          |

| Arbitro: | Winter |

|                      |           |            |
| Pimenta 46’ Tosi 72’ | Marcatori | 90’ Blumer |

#### ritorno
| Arbitro: | Gut |

|                                                           |           |                       |
| Bieli 11’ (rig.) Emeghara 20’, 75’ Lenjani 53’ Radice 85’ | Marcatori | 45’ Marazzi 52’ Madou |

| Arbitro: | Laperrière |

|             |           |                        |
| Pimenta 49’ | Marcatori | 25’ Yerly 45’ Özcakmak |

| Arbitro: | Kever |

|             |           |  |
| Staubli 67’ | Marcatori |  |

| Losanna 7 marzo 2010, ore 16:00 CET 19ª giornata | Losanna     | 0 – 0 referto | Kriens | Stade Olympique de la Pontaise (700 spett.)\| Arbitro: \| Wermelinger \| |
| Arbitro:                                         | Wermelinger |               |        |                                                                          |

| Arbitro: | Bertolini |

|                      |           |  |
| Rama 83’ Wittwer 90’ | Marcatori |  |

| Arbitro: | Grossen |

|                    |           |                     |
| Hélin 19’ Tosi 56’ | Marcatori | 76’, 79’ Ritzberger |

| Arbitro: | Winter |

|             |           |                  |
| Carrupt 57’ | Marcatori | 24’ (rig.) Maric |

| Arbitro: | Amhof |

|  |           |                           |
|  | Marcatori | 64’ Madou 90’ (rig.) Tosi |

| Losanna 10 aprile 2010, ore 18:30 CEST 24ª giornata | Losanna | 0 – 0 referto | Yverdon | Stade Olympique de la Pontaise (1 350 spett.)\| Arbitro: \| Studer \| |
| Arbitro:                                            | Studer  |               |         |                                                                       |

| Arbitro: | Gremaud |

|                             |           |                                |
| Sheholli 30’ Maksimović 42’ | Marcatori | 32’ Marazzi 36’ (rig.) Carrupt |

| Arbitro: | Bieri |

|                 |           |                        |
| Roux 36’ (rig.) | Marcatori | 18’ Gaspar 67’ Carrupt |

| Arbitro: | Hänni |

|           |           |                                |
| Madou 68’ | Marcatori | 25’ Tréand 40’ Eudis 73’ Mfuyi |

| Arbitro: | Wermelinger |

|                                            |           |            |
| Renfer 52’ Silva 62’ Silvio 71’ Feussi 72’ | Marcatori | 73’ Gaspar |

| Arbitro: | Dormohammed |

|                                                 |           |  |
| Madou 12’, 74’ Vandenbossche 49’ Stadelmann 85’ | Marcatori |  |

| Arbitro: | Huwiler |

|                                            |           |                    |
| Grossklaus 4’, 30’ Matić 49’ Čavušević 88’ | Marcatori | 32’ Tosi 90’ Madou |

### Coppa Svizzera
| 19 settembre 2009, ore 17:00 CEST Primo turno | FC Colombier | 1 – 5 | Losanna |  |

| 18 ottobre 2009, ore 15:00 CEST Secondo turno | Stade Nyonnais | 1 – 2 | Losanna |  |

| 22 novembre 2009, ore 14:30 CET Ottavi di finale | Lugano | 1 – 2 | Losanna |  |

| 13 dicembre 2009, ore 15:30 CET Quarti di finale | Losanna | 4 – 1 | Young Boys |  |

| 5 aprile 2010, ore 13:30 CEST Semifinale | San Gallo | 1 – 2 | Losanna |  |

| Arbitro: | Kever |

|                                                                   |           |  |
| Stocker 28’, 75’ Shaqiri 30’ Zoua 46’ Chipperfield 52’ Huggel 89’ | Marcatori |  |

## Statistiche

### Statistiche di squadra
| Competizione     | Punti | In casa | In casa | In casa | In casa | In casa | In casa | In trasferta | In trasferta | In trasferta | In trasferta | In trasferta | In trasferta | Totale | Totale | Totale | Totale | Totale | Totale | DR |
| Competizione     | Punti | G       | V       | N       | P       | Gf      | Gs      | G            | V            | N            | P            | Gf           | Gs           | G      | V      | N      | P      | Gf     | Gs     | DR |
| ---------------- | ----- | ------- | ------- | ------- | ------- | ------- | ------- | ------------ | ------------ | ------------ | ------------ | ------------ | ------------ | ------ | ------ | ------ | ------ | ------ | ------ | -- |
| Challenge League | 39    | 15      | 6       | 6       | 3       | 22      | 17      | 15           | 3            | 6            | 6            | 18           | 26           | 30     | 9      | 12     | 9      | 40     | 43     | -3 |
| Coppa Svizzera   | -     | 1       | 1       | 0       | 0       | 4       | 1       | 5            | 4            | 0            | 1            | 11           | 10           | 6      | 5      | 0      | 1      | 15     | 11     | +4 |
| Totale           | 39    | 16      | 7       | 6       | 3       | 26      | 18      | 20           | 7            | 6            | 7            | 29           | 36           | 36     | 14     | 12     | 10     | 55     | 54     | +1 |

### Andamento in campionato
| Giornata  | 1  | 2  | 3  | 4  | 5 | 6 | 7 | 8 | 9 | 10 | 11 | 12 | 13 | 14 | 15 | 16 | 17 | 18 | 19 | 20 | 21 | 22 | 23 | 24 | 25 | 26 | 27 | 28 | 29 | 30 |
| --------- | -- | -- | -- | -- | - | - | - | - | - | -- | -- | -- | -- | -- | -- | -- | -- | -- | -- | -- | -- | -- | -- | -- | -- | -- | -- | -- | -- | -- |
| Luogo     | C  | T  | T  | C  | C | T | T | C | C | T  | C  | T  | C  | T  | C  | T  | C  | T  | C  | T  | C  | C  | T  | C  | T  | T  | C  | T  | C  | T  |
| Risultato | P  | N  | N  | V  | V | V | P | N | V | N  | V  | N  | N  | N  | V  | P  | P  | P  | N  | P  | N  | N  | V  | N  | N  | V  | P  | P  | V  | P  |
| Posizione | 16 | 15 | 13 | 11 | 6 | 5 | 5 | 5 | 5 | 5  | 5  | 5  | 5  | 5  | 4  | 5  | 6  | 7  | 7  | 9  | 10 | 10 | 10 | 9  | 10 | 8  | 10 | 11 | 9  | 10 |

Legenda:

Luogo: C = Casa; T = Trasferta. Risultato: V = Vittoria; N = Pareggio; P = Sconfitta.

### Statistiche dei giocatori
| Giocatore           | Challenge League | Challenge League | Challenge League | Challenge League | Coppa Svizzera | Coppa Svizzera | Coppa Svizzera | Coppa Svizzera | Totale   | Totale | Totale      | Totale     |
| Giocatore           | Presenze         | Reti             | Ammonizioni      | Espulsioni       | Presenze       | Reti           | Ammonizioni    | Espulsioni     | Presenze | Reti   | Ammonizioni | Espulsioni |
| ------------------- | ---------------- | ---------------- | ---------------- | ---------------- | -------------- | -------------- | -------------- | -------------- | -------- | ------ | ----------- | ---------- |
| A. Alvarez          | 0                | 0                | 0                | 0                | 0              | 0              | 0              | 0              | 0        | 0      | 0           | 0          |
| M. Baluzeyi         | 1                | 0                | 0                | 0                | 0              | 0              | 0              | 0              | 1        | 0      | 0           | 0          |
| A. Bilibani         | 21               | 0                | 3                | 0                | 0              | 0              | 0              | 0              | 21       | 0      | 3           | 0          |
| N. Borges           | 8                | 0                | 1                | 0                | 1              | 0              | 0              | 0              | 9        | 0      | 1           | 0          |
| K. Boughanem        | 12               | 0                | 1                | 0                | 0              | 0              | 0              | 0              | 12       | 0      | 1           | 0          |
| B. Buntschu         | 23               | 0                | 2                | 0                | 1              | 0              | 0              | 0              | 24       | 0      | 2           | 0          |
| A. Carrupt          | 24               | 6                | 3                | 0                | 1              | 0              | 0              | 0              | 25       | 6      | 3           | 0          |
| D. Djuric           | 0                | 0                | 0                | 0                | 0              | 0              | 0              | 0              | 0        | 0      | 0           | 0          |
| M. Débonnaire       | 5                | 0                | 0                | 0                | 0              | 0              | 0              | 0              | 5        | 0      | 0           | 0          |
| A. Favre            | 25               | 0                | 2                | 0                | 1              | 0              | 0              | 0              | 26       | 0      | 2           | 0          |
| S. Gasic            | 1                | 0                | 0                | 0                | 0              | 0              | 0              | 0              | 1        | 0      | 0           | 0          |
| G. Gaspar           | 6                | 2                | 0                | 0                | 1              | 0              | 0              | 0              | 7        | 2      | 0           | 0          |
| F. Geiser           | 11               | 0                | 3                | 0                | 1              | 0              | 0              | 0              | 12       | 0      | 3           | 0          |
| N. Hélin            | 20               | 2                | 0                | 0                | 1              | 0              | 0              | 0              | 21       | 2      | 0           | 0          |
| G. Katz             | 23               | 1                | 8                | 0                | 0              | 0              | 0              | 0              | 23       | 1      | 8           | 0          |
| D. Kilinc           | 1                | 0                | 0                | 0                | 0              | 0              | 0              | 0              | 1        | 0      | 0           | 0          |
| N. Lavanchy         | 4                | 0                | 1                | 0                | 0              | 0              | 0              | 0              | 4        | 0      | 1           | 0          |
| F. Madou            | 28               | 8                | 2                | 0                | 0              | 0              | 0              | 0              | 28       | 8      | 2           | 0          |
| N. Marazzi          | 28               | 5                | 5                | 0                | 1              | 0              | 0              | 0              | 29       | 5      | 5           | 0          |
| D. Mayila           | 11               | 0                | 1                | 0                | 0              | 0              | 0              | 0              | 11       | 0      | 1           | 0          |
| S. Meoli            | 9                | 0                | 0                | 0                | 1              | 0              | 0              | 0              | 10       | 0      | 0           | 0          |
| R. Mobulu           | 3                | 0                | 0                | 0                | 0              | 0              | 0              | 0              | 3        | 0      | 0           | 0          |
| B. N'Dzomo          | 28               | 2                | 7                | 1                | 1              | 0              | 0              | 0              | 29       | 2      | 7           | 1          |
| T. Pavlik           | 0                | 0                | 0                | 0                | 0              | 0              | 0              | 0              | 0        | 0      | 0           | 0          |
| L. Pimenta          | 17               | 2                | 1                | 0                | 1              | 0              | 0              | 0              | 18       | 2      | 1           | 0          |
| A. Rey              | 15               | 2                | 3                | 0                | 0              | 0              | 0              | 0              | 15       | 2      | 3           | 0          |
| Q. Rushenguziminega | 3                | 0                | 0                | 0                | 0              | 0              | 0              | 0              | 3        | 0      | 0           | 0          |
| J. Sonnerat         | 28               | 0                | 8                | 0                | 1              | 0              | 0              | 0              | 29       | 0      | 8           | 0          |
| D. Stadelmann       | 11               | 1                | 2                | 0                | 1              | 0              | 0              | 0              | 12       | 1      | 2           | 0          |
| B. Sukaj            | 3                | 0                | 0                | 0                | 0              | 0              | 0              | 0              | 3        | 0      | 0           | 0          |
| J. Szlykowicz       | 0                | 0                | 0                | 0                | 0              | 0              | 0              | 0              | 0        | 0      | 0           | 0          |
| N. Tebib            | 2                | 0                | 0                | 0                | 0              | 0              | 0              | 0              | 2        | 0      | 0           | 0          |
| R. Tosi             | 23               | 8                | 2                | 0                | 1              | 0              | 0              | 0              | 24       | 8      | 2           | 0          |
| D. Vandenbossche    | 11               | 1                | 2                | 0                | 0              | 0              | 0              | 0              | 11       | 1      | 2           | 0          |
| A. Veuthey          | 1                | 0                | 0                | 0                | 0              | 0              | 0              | 0              | 1        | 0      | 0           | 0          |
| O. Zirek            | 1                | 0                | 0                | 0                | 0              | 0              | 0              | 0              | 1        | 0      | 0           | 0          |